# Revolution Software
Revolution Software est une société britannique de développement de jeux vidéo et basée à York, en Angleterre. La société a été fondée en 1990 dans la ville de Hull par Charles Cecil, Tony Warriner, David Sykes et Noirin Carmody.

## Jeux développés
- 1992 : Lure of the Temptress (gratuit sur leur site)
- 1994 : Beneath a Steel Sky (gratuit sur leur site)
- 1994 : King's Quest VI, adaptation du jeu sur Amiga via leur moteur Virtual Theatre.
- 1996 : Les Chevaliers de Baphomet
- 1997 : Les Chevaliers de Baphomet : les Boucliers de Quetzalcoatl
- 1998 : Revolution Classic Adventures (compilation comprenant leurs quatre premiers jeux)
- 2000 : La Route d'Eldorado : Pour l'or et la gloire
- 2000 : De sang froid
- 2003 : Les Chevaliers de Baphomet : le Manuscrit de Voynich
- 2006 : Les Chevaliers de Baphomet : les Gardiens du Temple de Salomon
- 2013 : Les Chevaliers de Baphomet : La malédiction du Serpent
- 2020 : Beyond a Steel Sky[1]

## Moteur de jeu développé
- 1989 : Virtual Theatre